# خادکی
خادکی (به انگلیسی: Khadki) یک منطقهٔ مسکونی در هند است که در Pune district واقع شده‌است. خادکی ۷۶٬۶۰۸ نفر جمعیت دارد و ۵۷۰ متر بالاتر از سطح دریا واقع شده‌است.